# Louis Halphen
Louis Sigismond Isaac Halphen (n. 4 februarie 1880 Paris – d. 7 octombrie 1950 Paris) a fost un istoric francez, specializat în istoria evului mediu și autor a numeroase lucrări de-a lungul unei îndelungate cariere. S-a remarcat în special ca fiind editorul unei versiuni moderne a celebrei opere a cronicarului Eginhard, "Vie de Charlemagne" (Paris, 1947). De asemenea, este cunoscut ca fiind unul dintre editorii generali ai celebrei serii intitulate Peuples et civilisations. 

## Opere
- Le comté d'Anjou au XIe siècle, 1906.
- La Conquête romaine (împreună cu A. Piganiol și P. Sagnac), Presses universitaires de France, 1926.
- Charlemagne et l'empire carolingien, 1947.
- Études sur l'administration de Rome au Moyen Âge (751-1252), 1972.
- À travers l'histoire du Moyen âge, Presses universitaires de France, 1950.